# 파트루이유 드 프랑스
파트루이 아크로바티크 드 프랑스 (fr, "프랑스 곡예 비행 순찰대"), 또한 파트루이유 드 프랑스(PAF)로도 알려져 있으며, 프랑스 공군의 정밀 곡예비행 시범 부대로, 1953년에 공식적으로 창설되었다.
프랑스 공군의 프랑스 곡예비행(프랑스어: Voltige aérienne Française) 부대를 활용하여, 그 임무는 프랑스 항공을 대표하고 해외에서 프랑스 항공의 대사 역할을 수행하는 것이다. 부슈뒤론주의 살롱드프로방스 제701공군기지에 주둔하고 있으며, 1931년부터 활동 중인 가장 오래된 부대이며 세계 최고 중 하나로 여겨진다. 9명의 조종사와 35명의 정비사로 구성된 이 순찰대(라 파트루이)는 겨울 시즌 훈련과 여름 시즌 공중 시범 비행으로 시간을 나눈다.
이 부대는 전통적으로 파리 (프랑스)에서 열리는 혁명 기념일 열병식을 9대의 알파 제트로 시작하며, 프랑스 공군 시범팀의 지휘자(역시 제트기 조종사이자 홍보 담당관)가 해설하는 20분간의 대형 변경 및 교차 비행 시범을 선보인다. 각 기동은 사진 및 비디오 전문가가 촬영하며, 조종사(대체 조종사인 경우가 많음)도 보통 동석하여 비행 안전을 위해 PAF와 관제사 간의 통신을 감독한다.

## 역사

### 초기 시작
1931년, 에탕프-몽데지르 공항에서 첫 번째 순찰대 공중 시범(démonstration aérienne)이 열렸다. 시범은 모랑-솔니에 MS.230 항공기에 탑승한 비행 완벽화 학교 교관들이 수행했다. 편대는 3대의 항공기로 구성되었다. 1932년에서 1939년 사이에 피에르 플뢰르킨 대위의 지휘 아래 파트루이 데탕프는 고무적인 성공을 거두며 후세에 남게 되었다. 이에 따라 이 순찰대는 국제 회의에서 프랑스를 대표하도록 선정되었다. 1935년, 파트루이 데탕프는 MS.225로 전환되었고, 5대 장비로 확장할 수 있는 능력을 개발했다(1936년). 1937년, 이 부대는 살롱드프로방스에 합류했으며, 파트루이 드 레콜 드 레르로 지정되었다. 제2차 세계 대전은 여러 활동을 중단시켰다.

### 파트루이 드 프랑스의 탄생

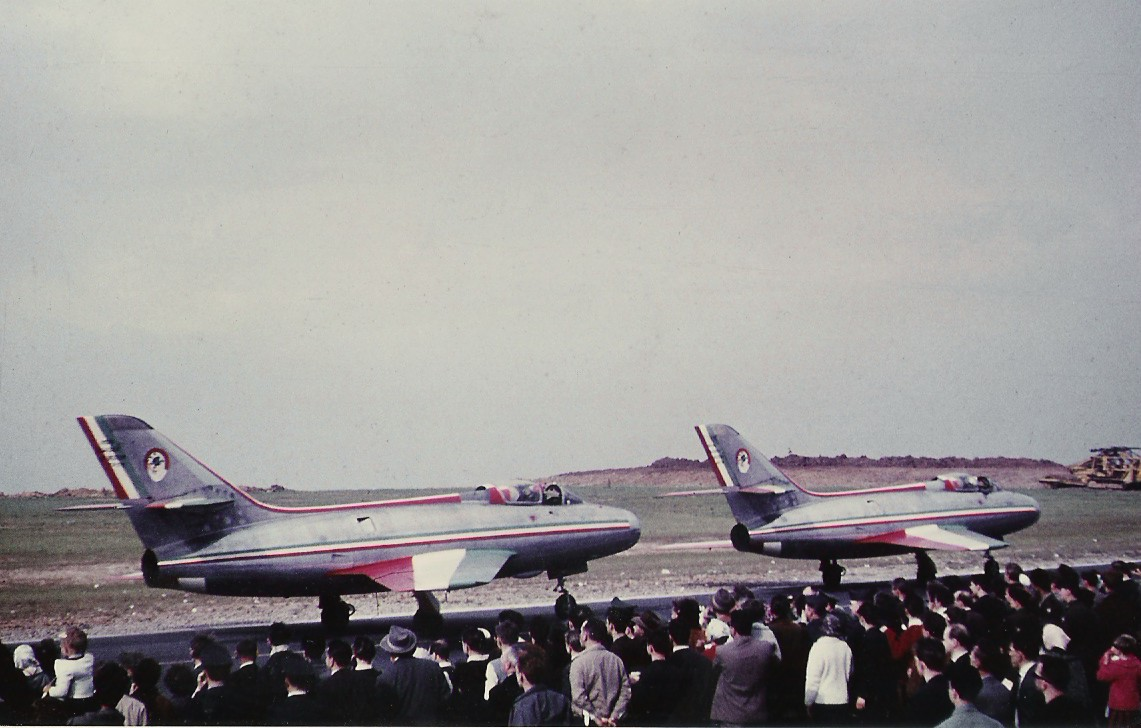
1960년 비트부르크 미군 기지에 있는 파트루이 드 프랑스 소속 미스테르 IVA 2대

1947년, 프랑스 공군 장관은 프랑스 공군을 위한 시범 비행대를 창설했다. 이 시범 부대는 파트루이 데탕프의 전 조종사였던 피에르 대위가 지휘했으며, 이에 따라 12대의 스탐프 SV-4를 장비했다. 계속해서 성공적인 시범 비행이 이어지면서, 프랑스 공군 내에 다양한 편대가 조직되었다. 1952년, 랭스-샹파뉴 제112 공군기지에 주둔하던 제3비행대의 사령관 피에르 들라슈날은 4대의 리퍼블릭 F-84G로 구성된 비행대를 창설했다. 5월 17일 알제리의 메종 블랑슈(화이트 하우스) 비행장에서 열린 공중 회의에서, 비행대 시범 해설자이자 언론인인 자크 뇌팅어는 방금 목격한 장면에 압도되어 프랑스 순찰대를 공식적으로 파트루이 드 프랑스로 명명했다. 프랑스 공군 참모총장은 이에 따라 1953년 9월 14일 이 명칭을 승인했다.

### 최근 발전

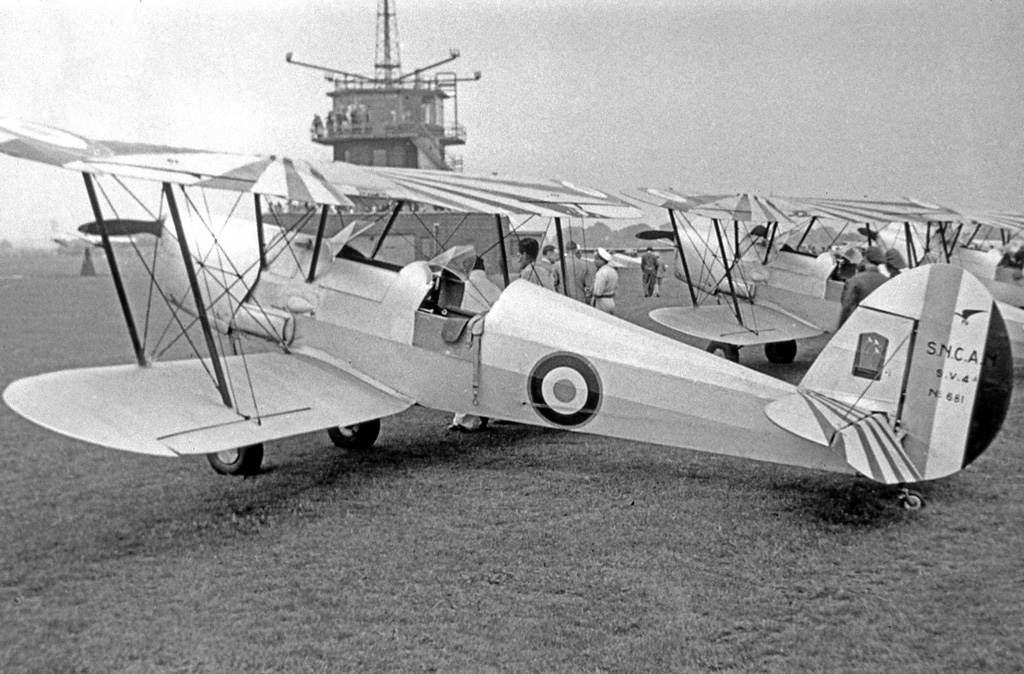
1951년 파트루이 드 프랑스 소속 스탐프 SV.4C

이후 10년간, 프랑스 공군의 4개 비행대(캄브레이-에피누아 제103공군기지 제12비행대, 브렘가르텐 제136공군기지 제4비행대; 디종-롱빅 제102공군기지 제2비행대 및 낭시-오셰이 제133공군기지 제4비행대)는 차례로 파트루이 드 프랑스의 전통을 계승하고 순찰대의 국제적 성공에 기여했다. 그러나 1964년 예산 제약으로 인해 다소 미스테르 IV 순찰대는 해체되었다. 파트루이 드 프랑스라는 명칭이 사라지는 것을 원치 않은 육군 장관은 몇 달 후 파트루이 드 레콜 드 레르를 채택하기로 결정했다.
살롱드프로방스 공군기지의 푸가 마지스터 6대는 16년 동안 프랑스 곡예비행(프랑스어: Voltige Aérienne Française)의 등불이 되었다. 9대였던 푸가 마지스터의 마지막 시범 비행은 1980년 9월 16일 살롱드프로방스에서 열렸다. 다소/도르니에르 알파 제트는 1981년 7대의 항공기로 파트루이 드 프랑스의 핵심 전력이 되었다. 이 숫자는 1982년부터 8대로 늘어났다. 1986년에는 뉴욕 상공에서 역사적인 비행이 펼쳐졌다. 2009년 11월 25일, 세계 최초로 프랑스 공군 사령관 비르지니 기요가 파트루이 드 프랑스의 지휘관이 되면서 곡예비행팀이 여성에 의해 지휘되었다.
2020년 하계 올림픽 폐막식의 프랑스 부분에서 파트루이 드 프랑스는 파리 (프랑스) 상공, 에펠탑을 지나 비행하여, 도쿄가 2024년 하계 올림픽을 위해 올림픽을 프랑스 수도에 넘겨주는 것을 표현했다.
파트루이 드 프랑스는 창립 70주년을 기념하여 벨기에 클라인 브로겔 기지에서 열린 2023년 공군 페스티벌에서 공연했다.

## 조종사
매년 세 명의 조종사가 파트루이에 합류한다. 새로 들어오는 순찰대원들은 자원하는 프랑스 공군의 전투기 조종사(Pilote de Chasse) 중에서 선택된다. 그들은 지원하기 위해 순찰대장 자격을 유지하고 반응 항공기에서 최소 1500시간의 비행 시간을 총화해야 한다.
협력 원칙에 따라 조종사들은 파트루이의 세 명의 미래 조종사들을 선택한다.
2009-2010 시즌은 여성 조종사인 비르지니 기요 사령관이 처음으로 합류하여 주목받았다.

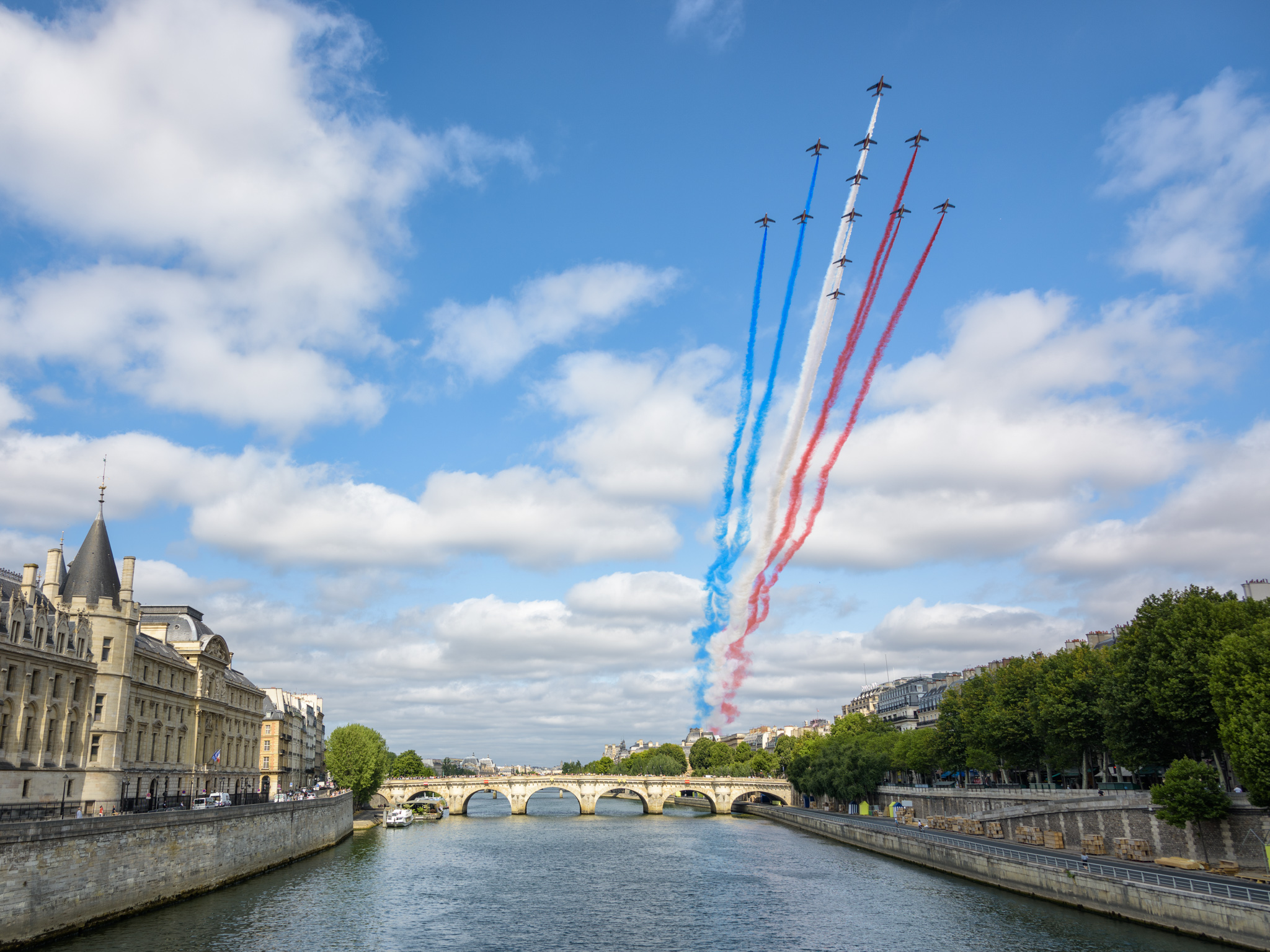
혁명 기념일 (2015년)에 콩시에르주리와 센강 위를 로렌 십자 대형으로 비행하는 팀

파트루이의 무선 통신 코드는 아토스(Athos)이다:
- 리더 - 르 리더
  - 아토스 1은 1년 동안 자리를 지키며, 리더는 파트루이에서 유일하게 필수적인 조종사이며 교체될 수 없다. 파트루이의 오케스트라 지휘자로서, 리더는 팀과 함께 순찰대가 구성하고 그려낼 형태와 대형을 결정한다.
- 내부 - 레 앵테리어
  - 각각 아토스 2와 아토스 3이다. 이들은 파트루이에서 첫 해를 보내며 비행 대형 시범 중에 리더와 함께 비행한다.
- 수색기(프랑스어: 샤로냐르드)
  - 아토스 4는 그 위치로 잘 알려져 있다: 리더 뒤에 배치되어, 아토스 4는 모든 연기를 문자 그대로 삼키고 다음 해에 리더의 자리를 차지한다.
- 솔로 - 레 솔로
  - 아토스 5 (솔로 리더)와 아토스 6 (세컨드 솔로)는 프로그램의 두 번째 부분인 "동기화" 동안 교차 비행과 충격 비행을 수행한다.
- 외부 - 레 엑스테리어
  - 아토스 7과 아토스 8은 리더로부터 가장 멀리 떨어진 장비의 일부이다. 편대 내에서의 각각의 위치는 항공 요새의 대형을 유지하기 위해 많은 예상과 집중을 요구한다.
- 교체 - 르 랑플라상
  - 아토스 9는 파트루이에서 가장 오래된 조종사이다. 왜냐하면 아토스 9는 이전 해에 "내부", 세컨드 솔로, 리더 솔로의 자리를 차지했기 때문이다. 아토스 9는 어떤 순찰대원도 교체할 수 있어야 한다. 그러나 그는 "리더"를 교체할 수 없다.

## 정비사
파트루이 드 프랑스는 무엇보다 팀이다.
그들은 부대에 배정된 12대의 알파 제트기를 설치, 유지보수, 수리하는 32명의 정비사로 구성되어 있다.
기술 서비스 책임자의 지휘 아래 정비사들은 또한 프랑스 공군 정비사들 중에서 협력 방식으로 선발된다. 그들은 모두 자원하여 종종 늦은 밤까지 다음 날의 임무를 보장하기 위해 일한다. 주로 두 팀으로 나뉜다.
- 고장 수리팀

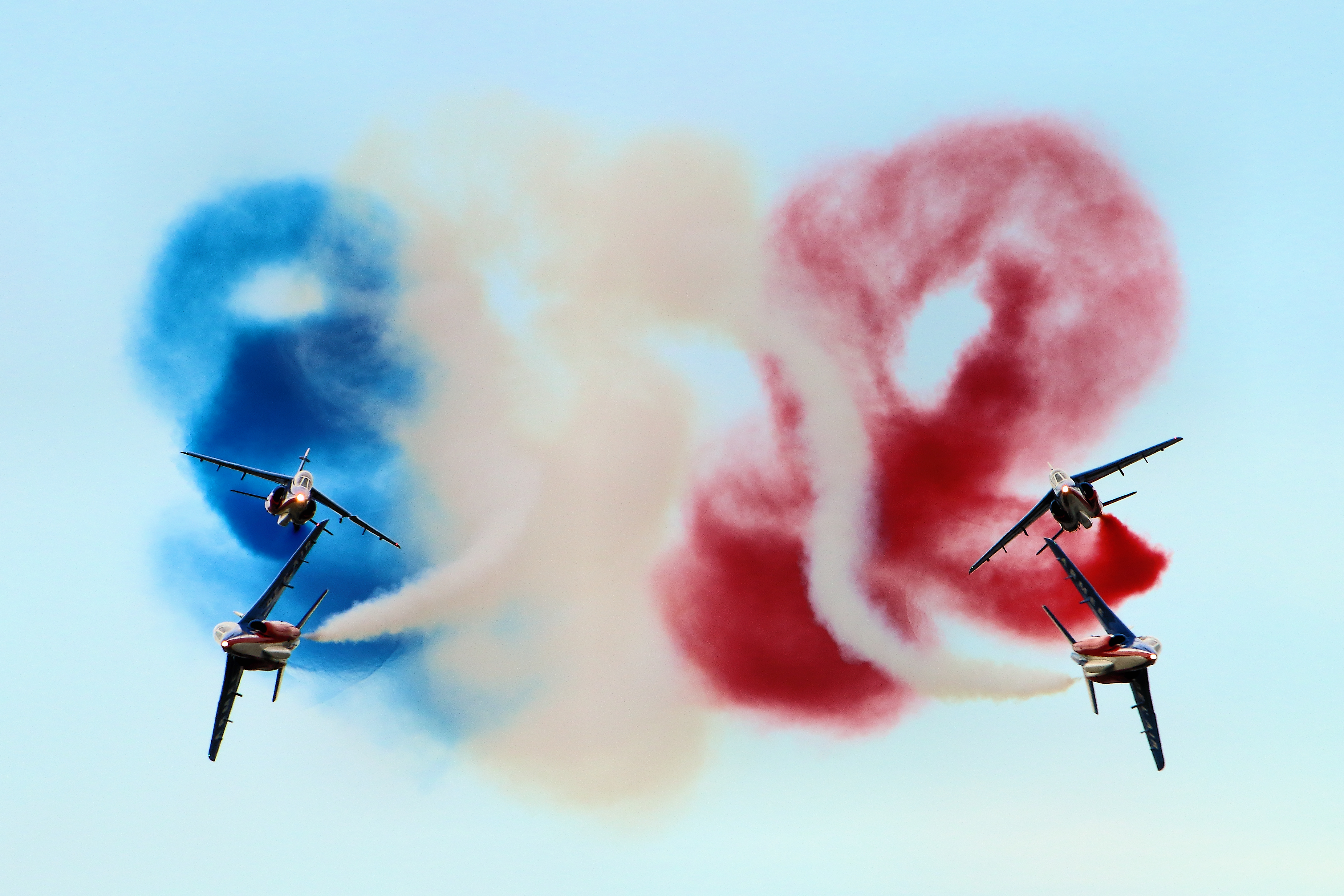
프랑스 국기를 그리는 파트루이

항공기의 필수 고장 수리 또는 특정 도구의 사용을 담당하는 고장 수리팀은 프로그램된 작업의 일관성을 보장한다.
이 팀은 공군 기지에 상주하며, 기지의 백업 지원 또는 파트루이가 회의에서 돌아올 때를 보장한다.
- 현장/회의팀

전통에 따라 현장 정비사가 조종사를 선택한다. 정비사는 적절한 시즌 동안 모든 "회의"에서 조종사와 동행하며, 모든 이동 비행 시 후방에서 항해한다. 특정 제복을 입은 이들은 각 비행 출발 및 복귀의 효과적인 배치를 보장한다. 정비사와 조종사 간의 신뢰는 절대적/전적이다.
- 트랜잘 동반

C-160 수송기가 각 이동 시 파트루이 드 프랑스와 동행한다. 동반은 임무에 필요한 인력 외에 수십 톤의 자재를 수송하여 필요한 물류 지원을 보장하는 데 중점을 둔다. 동반기는 상황이 요구될 경우 어느 곳에서든 주 기지로 순환 비행을 수행할 수 있다.
파트루이 임무에 참여하는 트랜잘과 승무원은 프랑스 공군의 수송 비행대에서 파견된다.

## 대형

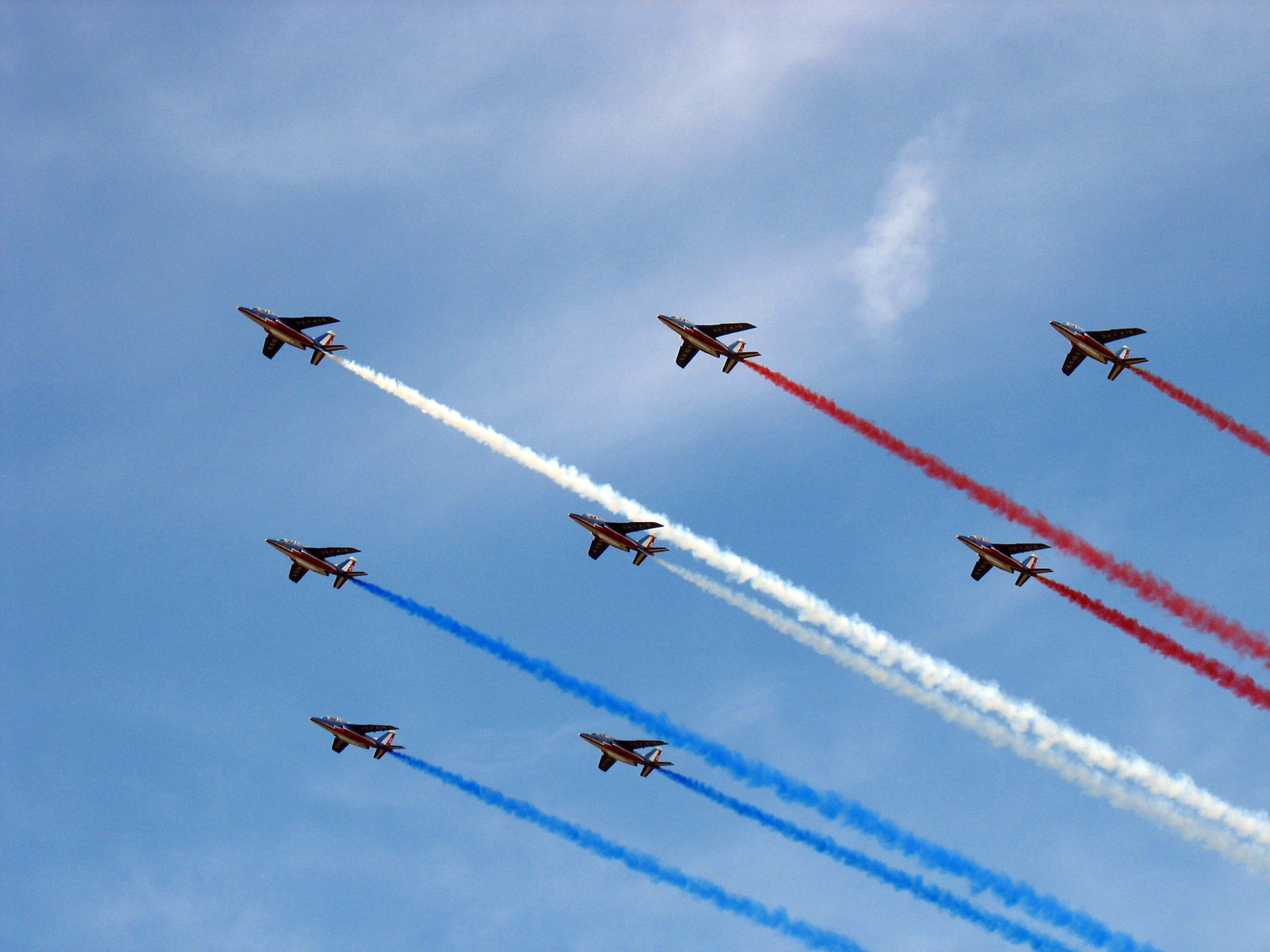
다이아몬드 대형의 PAF

파트루이 드 프랑스의 프로그램은 매년 새롭게 갱신된다. "시리즈"라고 불리는 각 프로그램은 팀의 모든 구성원과 협의하여 리더에 의해 결정된다.
이 프로그램은 봄에 공군기지에서 모든 시범 조종사와 마찬가지로 프랑스 공군 참모총장에 의해 승인되기 전에 보안 비행 위원회에서 유효성을 검사하도록 제안된다.
올해의 시리즈는 "루방"(8대의 알파 제트기가 밀집 대형으로 비행하며 대형을 변경함)과 "싱크로"(파트루이가 두 개의 대형으로 나뉘어 2대, 4대 또는 6대 항공기의 기동을 번갈아 수행함)의 두 부분으로 나뉜다. 대중에게 휴식 시간을 주지 않고 두 기동의 중첩을 피하기 위해 리더와 리더 솔로 간의 기동 연결이 완벽하게 동기화되어야 한다.
파트루이의 상징적인 기동은 하트(6대 항공기가 Y자 균형을 이루고 두 솔로가 만드는 화살표가 가로지르는 모습)이다.
조종사들은 시속 300km에서 800km 사이의 속도로 비행하며, 서로 2미터 또는 3미터 간격으로만 떨어져 있다.
파트루이 드 프랑스의 기본 대형은 "다이아몬드"이다. 그러나 레퍼토리에는 다른 많은 대형이 포함되어 있으며, 시리즈로 구성될 수 있다. 파트루이 드 프랑스의 레퍼토리는 최소 20가지 다른 대형으로 구성되어 있다.

## 항공기
- 리퍼블릭 F-84G 썬더제트 (1953–1954)
- 다소 우라강 (1954–1957)
- 다소 미스테르 IV (1957–1964)
- 푸가 마지스터 (1964–1981)
- 다소-브레게/도르니에르 알파 제트 (1981년부터 현재까지)

각 항공기는 파란색-흰색-빨간색으로 도색되어 있으며, 총기 거치대는 연기 발생기로 교체되었다. 항공기 기수에 서치라이트가 설치되었고, 시야 개선을 위해 조준경이 제거되었다.

## 사고
- 1935년 – 사고 후 준위(프랑스어: Adjudant-Chef) 카를리에 사망.[8]
- 1967년 – 최종 통상 파열(프랑스어: éclatement) 직후, PAF 부사령관 디디에 뒤트화 대위의 푸가 마지스터가 관중석 근처에 추락하여 조종사가 사망했다.
- 1980년 – 푸가 2대가 동기화 기동 중 충돌하여 조종사 2명 모두 사망했다.
- 1981년 – 사령관이 조종하던 알파 제트기가 엑상프로방스 북부에 추락했다. 조종사는 탈출하지 못하고 사망했다.
- 1982년 – 아토스 8이 살롱드프로방스 공군기지에서 리허설 중 추락했다. 조종사가 사망했다.
- 1983년 – 니오르 상공에서 기동 중 항공기 2대가 공중에서 충돌했다. 이 항공기들은 각각 4대씩 두 그룹으로 나뉘어 4대 대 4대 교차 비행을 연습하고 있었다. 두 조종사 중 뤼테낭 뷔이야미는 사망했고, 다른 한 명은 생존했다.
- 1987년 – 안마스에서 열린 시범 비행 중 솔로 2대가 충돌했다. 조종사 모두 부상당하지 않았다.
- 1991년 – 솔로 2대가 충돌했다. 조종사 1명은 사망했고, 다른 1명은 탈출하여 부상을 입었다.
- 1992년 – 세컨드 솔로가 살롱드프로방스 공군기지에서 훈련 비행 중 추락했다. 조종사는 간신히 고속도로를 피했지만, 탈출 좌석을 너무 늦게 작동시켜 사망했다.
- 1993년 – 훈련 비행 중 이탈리아 카메리 공군기지 근처에서 알파 제트 솔로 중 한 대가 추락했다. 조종사 2명은 탈출하여 부상을 입었다.[9]
- 2002년 – 훈련 임무 후 살롱드프로방스 공군기지로 복귀하던 중, 알파 제트기가 착륙 전 선회에서 추락했다. 조종사 다니엘 마르샹 대위는 너무 늦게 탈출을 시도하여 사망했다.[10]
- 2010년 – 훈련 임무 중 솔로 기동을 수행하던 중, 솔로 알파 제트기 중 한 대가 오랑주 (프랑스) 근처 오랑주 플랑 드 디외 공항(fr) 근처에 추락했다. 조종사 실뱅 쿠르토 대위는 지상 10미터에서 탈출하여 추락한 항공기에서 몇 미터 떨어진 곳에 착륙했다. 그는 골절상을 입었으며[11] 2011년에 다시 비행을 시작했다.[12] 2009년 "교체 조종사"는 2010년 시즌을 수행하기 위해 파트루이로 돌아왔다.
- 2019년 – 7월 25일, 알파 제트기가 페르피냥 공항에서 활주로를 이탈했다. 조종사는 탈출했다.[13]
- 2025년 – 3월 25일, 팀의 다소/도르니에르 알파 제트 2대가 생디지에의 공군 기지 근처에서 6대 항공기 시범 기동 리허설 중 충돌했다. 조종사 2명과 승객 1명은 탈출했으며, 이 중 한 명은 여러 부상을 입었다.[14][15]

## 후원자
파트루이 드 프랑스(PAF)는 많은 저명한 인사들과 만남을 가졌지만, 공식적으로 "후원자/대부 또는 대모"(프랑스어: parrain - marraine)라는 칭호를 받은 경우는 드물다. (후원자는 대부 "parrain" 또는 대모 "marraine"를 의미할 수 있다.) 예를 들어, 파트루이 드 프랑스 항공기에 탑승하여 "보일 누아르"의 피해자가 된 니콜라 위로는 이 칭호를 받은 적이 없다.
파트루이 드 프랑스의 첫 후원자는 1988년 알랭 들롱이었다. 그는 이브 무루시와 함께 살롱드프로방스 공군기지에 처음 왔고, TF1의 13시 뉴스로 직접 비행하여 30분 만에 도착했다. 그의 "명성"은 프랑스 공군에 대한 많은 대화를 불러일으켰고 프랑스 공군과 프랑스 간의 관계를 강화했다. 당시 조종사들은 사령관 벨루즈(리더), 중위 (†)보세르, 중위 지르베, 대위 헨델, 대위 웨버, 중위 무젤, 대위 보니, 중위 만조, 대위 브로였다.
1990년, 미셸 드뤼케르가 파트루이 드 프랑스의 대부/후원자가 되기로 동의했다. 항공에 대한 열정이 있는 기자였던 그는 1990년 3월 26일 살롱드프로방스 공군기지에 처음 왔고, 4월 26일에 첫 비행을 했다. 이틀 후, 시범팀은 TV 프로그램 샹젤리제(프랑스어: 샹젤리제 (텔레비전 프로그램))에 출연했다. 이 출연은 시청자들이 프랑스 공군 요원들의 비하인드 스토리를 볼 수 있게 해주었다. 2010년, 파트루이 드 프랑스 20주년을 맞아 팀은 특별 프로그램을 위해 TV 프로그램 비브망 디망슈(프랑스어: 비브망 디망슈)에 출연했다. 조종사들은 사령관 (†)페스타스, 중위 샹트뢰, 대위 (†)렌, 대위 바루, 중위 지르베, 중위 라그랑주, 대위 (†)보세르, 대위 루이, 중위 만조였다.
1991년, 파트루이 드 프랑스는 그르노블에서 열린 1968년 동계 올림픽에서 3관왕을 차지한 장클로드 킬리를 선택했다. 킬리는 PAF가 공연한 알베르빌에서 열린 1992년 동계 올림픽의 공동 주최자였다. 조종사들은 사령관 바루, 대위 레예르, 대위 만조, 대위 (†)보세르, 대위 지르베, 대위 라그랑주, 대위 샹트뢰, 대위 피티, 중위 구르한이었다.
1993년, PAF 창설 40주년에 알베르 2세 (모나코)가 대부/후원자가 되었다. 조종사들은 사령관 코난, 대위 커츠, 대위 만조, 대위 랄루아, 대위 구르한, 대위 시샤, 대위 윌리에, 중위 페레였다.
2001년, 유도 챔피언 다비드 두이예가 대부/후원자가 되었다. 두이예는 문이 열린 트랜잘 수송기에 탑승하여 파트루이 드 프랑스 앞에서 비행을 수행했다. 조종사들은 사령관 지라드, 사령관 지라르, 대위 마테오, 대위 보이요, 대위 불레이, 대위 탈리셰, 대위 프리커, 대위 레스파드, 대위 에스피네였다.
2010년, 프랑스 대통령 니콜라 사르코지의 부인 카를라 브루니가 첫 후원자/대모가 되었다. 조종사들은 사령관 기요, 사령관 트랑숑, 대위 기, 대위 하우저, 대위 카스탱, 대위 왈레르트, 대위 필레, 대위 쿠르토, 대위 몽헤, 대위 부르종이었다.
2012년, 럭비 선수 티에리 뒤소투아르가 그 해의 후원자/대부가 되었다. 조종사들은 사령관 고티에 드와, 대위 뱅상 플랑티에, 대위 윌리엄 르루아, 사령관 라파엘 날, 대위 장-노엘 기, 대위 기욤 스메트, 대위 앙투안 하우저, 대위 필리프 카스타뉴, 대위 실뱅 필레였다.
2014년, 프랑스 공군은 창설 80주년을 기념했으며, 역사상 처음으로 파트루이 드 프랑스는 두 명의 후원자를 두었다: 장-루 크레티앵과 파트리크 보드리는 그 해에 두 번의 비행을 수행했다. 2014년 팀은 사령관 에르팽, 사령관 베투, 대위 미셸, 대위 샤나, 대위 플랑티에, 대위 블랑-타이외르, 대위 르루아, 대위 오베르, 대위 카스타뉴로 구성되었다.

## 같이 보기
- 소령 (프랑스)
- 프랑스 공군 참모총장
- 프랑스 공군 비행대 목록
- 프랑스 공군 비행대 목록
- 라파예트 비행대

## 참고 문헌
- Bénichou, Michel (October 1993). 《Le première patrouille de demonstration de l'Armée de l'Air》 [프랑스 공군 최초의 시범 부대]. 《Le Fana de l'Aviation》 (프랑스어). 56–61쪽. ISSN 0757-4169.
- Krausener, Jean-Marie (August 2003). 《50 ans de panache pour la patrouille de France》 [파트루이 드 프랑스의 50년간의 멋진 비행]. 《Avions: Toute l'éronautique et son histoire》 (프랑스어). 6–23쪽. ISSN 1243-8650.
- Lela Presse, 60 ans de la Patrouille de France en images, Avions Hors-série n°35,  Sébastien Guillemin, Jean-Louis Gaynecoetche & Humbert Charve, 2013, pages 100
- EPA, La Patrouille de France, Vincent Perrot, 2009, pages 184,  ISBN 9782851206886,
- Petit, Jean-Jacques (December 1978). 《Histoire de la Patrouille de France》 [파트루이 드 프랑스의 역사]. 《Le Fana de l'Aviation》 (프랑스어). 24–29쪽. ISSN 0757-4169.
- Rocher, Alexis, 편집. (May 2023). 《Les 70 ans de la Patrouille de France: L'âge d'or des "Mystère" IV supersoniques; première partie》 [파트루이 드 프랑스 70주년: 초음속 "미스테르" IV의 황금 시대; 1부]. 《Le Fana de l'Aviation》 (프랑스어). 18–30쪽. ISSN 0757-4169.